# TRNK (5-metilaminometil-2-tiouridilat)-metiltransferaza
tRNK (5-metilaminometil-2-tiouridilat)-metiltransferaza (EC 2.1.1.61, transfer ribonukleat 5-metilaminometil-2-tiouridilatna 5-metiltransferaza, tRNK 5-metilaminometil-2-tiouridilatna 5'-metiltransferaza) je enzim sa sistematskim imenom S-adenozil--metionin:tRNK (5-metilaminometil-2-tio-uridilat)-metiltransferaza. Ovaj enzim katalizuje sledeću hemijsku reakciju
-adenozil--metionin + tRNK sa 5-aminometil-2-tiouridinom {\displaystyle \rightleftharpoons } -adenozil-L-homocistein + tRNK sa 5-metilaminometil-2-tiouridilatom
Ovaj enzim je specifična za terminalnu metil grupu 5-metilaminometil-2-tiouridilata.

## Spoljašnje veze
- TRNA+(5-methylaminomethyl-2-thiouridylate)-methyltransferase на 